# Amerila crokeri
Amerila crokeri är en fjärilsart som beskrevs av Macleay 1827. Amerila crokeri ingår i släktet Amerila och familjen björnspinnare. Inga underarter finns listade i Catalogue of Life.

## Bildgalleri

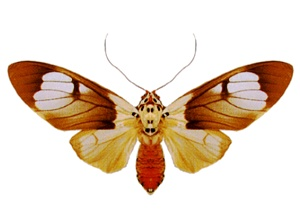
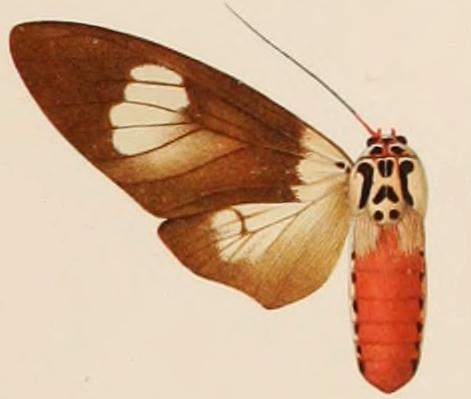